# Bormla
Bormla (también conocida como Cospicua) es un consejo local de Malta. Es la más grande de las ciudades conocidas como Cottonera. se encuentra localizada entre Paola y Kalkara, localizada entre Birgu e Isla
Estas tres ciudades forman parte del área próxima al gran puerto, y se encuentran al otro lado de la capital de la isla, La Valeta.
Bormla fue la última de las tres en ser construida. Posee majestuosos bastiones, construidos por los caballeros de Malta.
Al igual que las demás ciudades y pueblos de Malta, Bormla celebra su fiesta el 8 de diciembre en honor a la Inmaculada Concepción de la Virgen María.
- Datos: Q757225
- Multimedia: Cospicua / Q757225